# Atletica leggera ai Giochi della XX Olimpiade - 800 metri piani maschili

Video della Finale (film ufficiale dei Giochi)

Video della Finale

Gli 800 metri piani hanno fatto parte del programma maschile di atletica leggera ai Giochi della XX Olimpiade. La competizione si è svolta nei giorni 31 agosto-2 settembre 1972 allo Stadio olimpico di Monaco.

## Presenze ed assenze dei campioni in carica
| Competizione      | Atleta         | Prestazione | Monaco 1972 |
| ----------------- | -------------- | ----------- | ----------- |
| Olimpiadi 1968    | Ralph Doubell  | 1'44”3      | Ritir. 1970 |
| Commonwealth 1970 | Robert Ouko    | 1'46”89     | Presente    |
| Asiatici 1970     | Jimmy Crampton | 1'47”9      | Presente    |
| Panamericani 1971 | Ken Swenson    | 1'48”08     | Presente    |
| Europei 1971      | Jevhen Aržanov | 1'45”6      | Presente    |

Il vincitore dei Trials USA è Dave Wottle con 1'44”3, record mondiale eguagliato.

## La gara
Per la finale si qualificano il keniota Boit, autore del miglior tempo in semifinale (1'45"9), il suo connazionale Ouko, lo statunitense Dave Wottle, vincitore dei Trials, il sovietico Jevhen Aržanov, campione europeo in carica, il britannico Carter, il tedesco occidentale Kemper, il tedesco orientale Fromm e il polacco Kupczyk.
I due kenioti si pongono subito alla testa del gruppo mentre Wottle, secondo le sue abitudini, si attarda in ultima posizione. Ai 400 metri i due kenioti sono affiancati in testa. Dopo la curva scatta, dalla sesta posizione, Aržanov, che supera, uno dopo l'altro, tutti gli avversari e si pone alla testa della corsa. Il sovietico sembra distanziare tutti, ma sul rettilineo finale dalle retrovie rinviene Wottle che, superati tutti gli altri concorrenti, raggiunge Aržanov negli ultimi metri. Il sovietico tenta il tutto per tutto gettandosi a tuffo sul traguardo: Wottle prevale per 3 centesimi di secondo.

## Risultati

### Turni eliminatori
| 8 Batterie   | 31 agosto    | 64 iscritti   | Si qualificano i primi 3.                      |
| 3 Semifinali | 1º settembre | 8 + 8 + 8     | Si qualificano i primi 2 + i 2 migliori tempi. |
| Finale       | 2 settembre  | 8 concorrenti |                                                |

### Batterie
| Pos. | Atleta             | Nazione        | Tempo  | Nota   |
| ---- | ------------------ | -------------- | ------ | ------ |
| 1    | Alain Sans         | Francia        | 1'49"2 | Q      |
| 2    | Mansour Guettaya   | Tunisia        | 1'49"4 | Q      |
| 3    | Azzedine Azzouzi   | Algeria        | 1'49"4 | Q      |
| 4    | Rick Wohlhuter     | Stati Uniti    | 1'49"4 |        |
| 5    | Reza Entezari      | Iran           | 1'50"5 |        |
| 6    | Édouard Rasoanaivo | Madagascar     | 1'50"8 |        |
| 7    | Alphonse Mandonda  | Rep. del Congo | 1'51"2 |        |
| -    | Mohamed Aboker     | Somalia        |        | Squal. |

| Pos. | Atleta                  | Nazione          | Tempo  | Nota |
| ---- | ----------------------- | ---------------- | ------ | ---- |
| 1    | Robert Ouko             | Kenya            | 1'47"4 | Q    |
| 2    | Jože Međimurec          | Jugoslavia       | 1'48"1 | Q    |
| 3    | Yevhen Volkov           | Unione Sovietica | 1'48"6 | Q    |
| 4    | Fernando Mamede         | Portogallo       | 1'48"6 |      |
| 5    | Mohamed Sid Ali Djouadi | Algeria          | 1'50"4 |      |
| 6    | Colin Campbell          | Gran Bretagna    | 1'54"8 |      |
| 7    | Francisco Menocal       | Nicaragua        | 1'58"6 |      |
| 8    | Thomas Howe             | Liberia          | 2'00"7 |      |

| Pos. | Atleta             | Nazione        | Tempo  | Nota |
| ---- | ------------------ | -------------- | ------ | ---- |
| 1    | Franz-Josef Kemper | Germania Ovest | 1'47"3 | Q    |
| 2    | Dave Cropper       | Gran Bretagna  | 1'47"5 | Q    |
| 3    | Rolf Gysin         | Svizzera       | 1'47"5 | Q    |
| 4    | Roqui Sanchez      | Francia        | 1'47"9 |      |
| 5    | Thomas Saisi       | Kenya          | 1'48"5 |      |
| 6    | András Zsinka      | Ungheria       | 1'49"0 |      |
| 7    | Daniel Andrade     | Senegal        | 1'53"9 |      |

| Pos. | Atleta                 | Nazione           | Tempo  | Nota |
| ---- | ---------------------- | ----------------- | ------ | ---- |
| 1    | Mulugetta Tadesse      | Etiopia           | 1'47"1 | Q    |
| 2    | Dave Wottle            | Stati Uniti       | 1'47"6 | Q    |
| 3    | Josef Schmid           | Germania Ovest    | 1'47"8 | Q    |
| 4    | Graeme Rootham         | Australia         | 1'48"2 |      |
| 5    | Lennox Stewart         | Trinidad e Tobago | 1'48"7 |      |
| 6    | Þorsteinn Þorsteinsson | Islanda           | 1'50"8 |      |
| 7    | Roger Kangni           | Togo              | 1'52"1 |      |

| Pos. | Atleta               | Nazione          | Tempo  | Nota   |
| ---- | -------------------- | ---------------- | ------ | ------ |
| 1    | Jevhen Aržanov       | Unione Sovietica | 1'48"3 | Q      |
| 2    | Andrzej Kupczyk      | Polonia          | 1'48"5 | Q      |
| 3    | Angelo Hussein       | Sudan            | 1'48"9 | Q      |
| 4    | Gheorghe Ghipu       | Romania          | 1'50"1 |        |
| 5    | Carlos Angel Dalurzo | Argentina        | 1'50"6 |        |
| 6    | Héctor López         | Venezuela        | 1'50"8 |        |
| -    | Antonio Fernández    | Spagna           |        | Squal. |
| -    | Walter Adams         | Germania Ovest   |        | Rit.   |

| Pos. | Atleta           | Nazione        | Tempo  | Nota |
| ---- | ---------------- | -------------- | ------ | ---- |
| 1    | Dieter Fromm     | Germania Est   | 1'46"9 | Q    |
| 2    | Jozef Plachý     | Cecoslovacchia | 1'47"1 | Q    |
| 3    | Manuel Gayoso    | Spagna         | 1'47"5 | Q    |
| 4    | Sri Ram Singh    | India          | 1'47"7 |      |
| 5    | Francis Gonzalez | Francia        | 1'48"8 |      |
| 6    | Mehmet Tümkan    | Turchia        | 1'49"5 |      |
| 7    | Kassem Hamzé     | Libano         | 1'52"5 |      |
| 8    | Harry Nkopeka    | Malawi         | 1'57"7 |      |

| Pos. | Atleta         | Nazione       | Tempo   | Nota |
| ---- | -------------- | ------------- | ------- | ---- |
| 1    | Mike Boit      | Kenya         | 1'47"25 | Q    |
| 2    | Herman Mignon  | Belgio        | 1'47"50 | Q    |
| 3    | Andy Carter    | Gran Bretagna | 1'47"64 | Q    |
| 4    | Byron Dyce     | Giamaica      | 1'48"0  |      |
| 5    | Benson Mulomba | Zambia        | 1'53"4  |      |
| 6    | Jimmy Crampton | Birmania      | 1'54"2  |      |
| 7    | Fritz Pierre   | Haiti         | 2'01"5  |      |

| Pos. | Atleta            | Nazione          | Tempo  | Nota |
| ---- | ----------------- | ---------------- | ------ | ---- |
| 1    | Ivan Ivanov       | Unione Sovietica | 1'51"0 | Q    |
| 2    | Ken Swenson       | Stati Uniti      | 1'51"1 | Q    |
| 3    | Frank Murphy      | Irlanda          | 1'51"1 | Q    |
| 4    | Sjef Hensgens     | Paesi Bassi      | 1'51"2 |      |
| 5    | Donaldo Arza      | Panama           | 1'51"2 |      |
| 6    | Jaiye Abidoye     | Nigeria          | 1'52"0 |      |
| 7    | Muhammad Siddique | Pakistan         | 1'52"6 |      |
| 8    | Shibrou Regassa   | Etiopia          | 1'53"3 |      |

### Semifinali
| Pos. | Atleta           | Nazione          | Tempo  | Nota |
| ---- | ---------------- | ---------------- | ------ | ---- |
| 1    | Robert Ouko      | Kenya            | 1'47"6 | Q    |
| 2    | Dieter Fromm     | Germania Est     | 1'48"1 | Q    |
| 3    | Dave Cropper     | Gran Bretagna    | 1'48"4 |      |
| 4    | Josef Schmid     | Germania Ovest   | 1'48"8 |      |
| 5    | Frank Murphy     | Irlanda          | 1'49"2 |      |
| 6    | Azzedine Azzouzi | Algeria          | 1'49"4 |      |
| 7    | Alain Sans       | Francia          | 1'49"6 |      |
| 8    | Yevhen Volkov    | Unione Sovietica | 1'50"1 |      |

| Pos. | Atleta             | Nazione          | Tempo  | Nota |
| ---- | ------------------ | ---------------- | ------ | ---- |
| 1    | Dave Wottle        | Stati Uniti      | 1'48"7 | Q    |
| 2    | Franz-Josef Kemper | Germania Ovest   | 1'48"8 | Q    |
| 3    | Jozef Plachý       | Cecoslovacchia   | 1'48"9 |      |
| 4    | Jože Međimurec     | Jugoslavia       | 1'49"0 |      |
| 5    | Ivan Ivanov        | Unione Sovietica | 1'49"6 |      |
| 6    | Herman Mignon      | Belgio           | 1'49"7 |      |
| 7    | Mansour Guettaya   | Tunisia          | 1'49"8 |      |
| 8    | Angelo Hussein     | Sudan            | 1'51"1 |      |

| Pos. | Atleta            | Nazione          | Tempo  | Nota   |
| ---- | ----------------- | ---------------- | ------ | ------ |
| 1    | Mike Boit         | Kenya            | 1'45"9 | Q      |
| 2    | Jevhen Aržanov    | Unione Sovietica | 1'46"3 | Q      |
| 3    | Andy Carter       | Gran Bretagna    | 1'46"5 | q      |
| 4    | Andrzej Kupczyk   | Polonia          | 1'46"7 | q      |
| 5    | Manuel Gayoso     | Spagna           | 1'47"7 |        |
| 6    | Rolf Gysin        | Svizzera         | 1'48"2 |        |
| 7    | Mulugetta Tadesse | Etiopia          | 1'48"9 |        |
| -    | Ken Swenson       | Stati Uniti      |        | Squal. |

### Finale
| Pos.    | Atleta             | Età | Nazione          | Tempo  | Nota |
| ------- | ------------------ | --- | ---------------- | ------ | ---- |
| Oro     | Dave Wottle        | 22  | Stati Uniti      | 1'45"9 |      |
| Argento | Jevhen Aržanov     | 24  | Unione Sovietica | 1'45"9 |      |
| Bronzo  | Mike Boit          | 23  | Kenya            | 1'46"0 |      |
| 4       | Franz-Josef Kemper | 26  | Germania Ovest   | 1'46"5 |      |
| 5       | Robert Ouko        | 23  | Kenya            | 1'46"5 |      |
| 6       | Andy Carter        | 23  | Gran Bretagna    | 1'46"6 |      |
| 7       | Andrzej Kupczyk    | 23  | Polonia          | 1'47"1 |      |
| 8       | Dieter Fromm       | 24  | Germania Est     | 1'48"0 |      |